# Register (Musik)
Unter einem Register versteht man in der Musik hauptsächlich zweierlei:
- Eine Gruppe Töne erzeugender Elemente (Orgelpfeifen oder Saiten) gleicher Klangfarbe bei Instrumenten wie Orgel oder Cembalo. Im Orchester werden einzelne Instrumentengruppen mit ähnlicher Klangfarbe als Register bezeichnet.
- Einen Tonhöhen-Bereich bei bestimmten Instrumenten und der menschlichen Stimme, der durch eigene Klangfarben oder bau- und spieltechnische Eigenschaften gekennzeichnet ist.

Die Register der klassischen Gitarre sind verschiedene Klangfarben, die durch Zupfen in Stegnähe oder in Griffbrettnähe erzeugt werden (siehe Registerspiel).

## Register als Gruppe tonerzeugender Elemente

### Orgel
Bei der Orgel bezeichnet der Begriff Register die Gruppierung von Orgelpfeifen gleicher Art, im weitesten Sinn auch nicht klingende Spielhilfen, die sich über Registerzüge wählen lassen.

### Drehorgelbau und mechanische Musikinstrumente
Auch im Drehorgelbau kommen bei aufwändigeren Instrumenten, analog zum Orgelbau, verschiedene Register vor. Das Grundregister, also die Pfeifenreihe, die immer am Spiel beteiligt ist, ist meist eine gedeckte Flöte. Schaltbare Register können gedeckte oder offene Flöten mit verschiedenen Klangfarben oder auch Zungenstimmen (Trompete, Klarinette, Oboe, Schalmei; mit aufschlagenden oder durchschlagenden Zungen) sein.
Die Schaltung der Register zu Beginn oder innerhalb eines Musikstückes erfolgt entweder manuell durch den Spieler oder mechanisch, durch das Musikspeichermedium mit ausgelöst.

### Cembalo
Beim Cembalo bezeichnet Register eine Gruppe von Saiten, die durch Hand-, Knie oder Fußhebel oder andere Mechaniken hinzu- und abgeschaltet werden können. Wie bei der Orgel sind verschiedene Fußzahlen, also Tonhöhenbereiche, möglich (siehe Register (Orgel)).
Weitere „Register“züge beim Cembalo stehen für keine eigene Saitengruppe, sondern können ein Register durch eine Filzlage abdämpfen (Lautenzug) oder durch andere Mechanismen im Klang verändern.

### Klavier
In historischen Flügeln findet sich gelegentlich ein sogenannter Fagottzug. Wird dieser aktiviert, wird über die Saiten der Basshälfte, üblicherweise bis hinauf zur Taste c1, ein an einem Stab befestigtes, mit Seide überzogenes, hohl geformtes Papier gelegt, das die schwingenden Saiten berührt. Diese Vorrichtung verleiht den Tönen eine schnarrende Klangkomponente.

### Akkordeon
Beim Akkordeon werden die verschiedenen Kombinationsmöglichkeiten der eingebauten Stimmplattensätze als Register oder auch als Chöre bezeichnet, siehe Register (Akkordeon).

### Register im Orchester
Im Orchester werden Gruppen von verwandten Instrumenten, die eine ähnliche Klangfarbe repräsentieren, als Register bezeichnet, insbesondere die Gruppen der Holzbläser und der Blechbläser. Wenn solche Instrumentengruppen getrennt vom Rest des Orchesters proben, spricht man von einer Registerprobe. In Blaskapellen werden die Blechbläser gelegentlich in zwei Register aufgeteilt: „hohes Blech“ und „tiefes Blech“ (siehe Registerführer).

## Register als Tonhöhenbereich

### Klavier
Bei einem Klavier spricht man von Register hinsichtlich der Besaitung, die sich abhängig von der Tonlage unterscheidet:
- im Bass-Register gibt es eine Saite pro Ton (einchörige Bespannung);
- in der Mittellage zwei Saiten pro Ton (doppelchörige Bespannung);
- im Diskant drei Saiten pro Ton (dreichörige Bespannung).

Zusätzlich können feinere Registerübergänge durch die Art der verwendeten Saiten (mit Kupfer umsponnenen, Metallsaiten etc.) erreicht werden. Ein gutes Instrument zeichnet sich durch kaum hörbare Registerwechsel aus.
Wesentlich zeichnet sich das Klavier jedoch gerade durch einen besonders fließenden Übergang der Klangeigenschaften aus. Insofern kann man beim Klavier, bei einem Cembalo-Manual, bei einer Harfe eben grundsätzlich nicht scharf zwischen Registern unterscheiden, man kann also eben nicht auf Umschlagpunkte zeigen (wie es demgegenüber bei Blasinstrumenten eindeutig möglich ist).

### Blasinstrumente
Bei Holzblasinstrumenten bezeichnet man die normale und die verschiedenen überblasenden Lagen als verschiedene Register (siehe Überblasen).

### Gesang
Vor  allem bei ungeübten Sängern können in den verschiedenen Tonhöhenbereichen deutlich unterschiedliche Stimmqualitäten wahrgenommen werden. Man spricht hier von Gesangsregistern. Die Einteilung der Gesangsstimme in Register (z. B. Bruststimme und Falsett) korrespondiert zwar mit Tonhöhenbereichen, ist aber nicht mit der Einteilung in Stimmlagen (z. B. Bass oder Sopran) zu verwechseln. Das Jodeln ist durch sehr häufige Wechsel zwischen Brust- und Falsettstimme (Registerwechsel) gekennzeichnet, sowohl bei männlichen Jodlern wie bei Jodlerinnen.